# Kašpárkova říše
Kašpárkova říše je umělecký spolek vzniklý v roce 1920 v Olomouci. Je jednou z nejvýznamnějších institucí tohoto typu na území České republiky. Už skoro 100 let pořádá pravidelné divadelní vystoupení, jejichž hlavními aktéry jsou dřevěné loutky. Zakladatelem spolku je František Čech, který zastával funkci dramaturga a režiséra. Od prvního představení, které se konalo roku 1920 v hostinci U Pelikána, popularita divadla začala narůstat a spolek mnohokrát změnil své působiště. Aktuálně divadlo sídlí ve Slovanském domě na adrese Hynaisova 554/11 v Olomouci-Nové Ulici a funguje pod vedením Aleše Popa.    

## Vývoj divadla
První světová válka byla pro uměleckou činnost krušným obdobím. Nebylo tomu jinak ani v případě loutkových divadel, jejichž činnost byla během války pozastavena a k jejich renesanci došlo až v roce 1918. Tímto datem započal tak zvaný „zlatý věk“ loutkářské činnosti v českých zemích a na Slovensku. První divadla vznikala pod záštitou národní jednoty, která současně financovala různé tělovýchovné spolky, například Sokol, Orel a další. Díky finančnímu zajištění měly tyto spolky prostor k podpoře kulturní činnosti divadel, ať už šlo o poskytování prostor nebo jejich samotnému zakládání.
Po první světové válce se k tomuto oboru dostala nová generace umělců s cílem zachovat prvotní myšlenky loutkářství, ale zároveň je doplnit o nové nápady. Zaměřili se hlavně na inovace v odvětvích dramaturgie a scénografie. Jednou z nových myšlenek bylo přiblížit loutkové divadlo dospělému publiku, čehož bylo dosaženo různými adaptacemi klasických děl, mnohdy i s hororovými prvky a hlubšími náměty. Ikonickou hrou se stal Goethův Faust, který se u dospělých těšil nevídanému úspěchu a stal se i prvním představením hraným hereckým souborem Kašpárkova divadla.

## Osobnosti

### František Čech

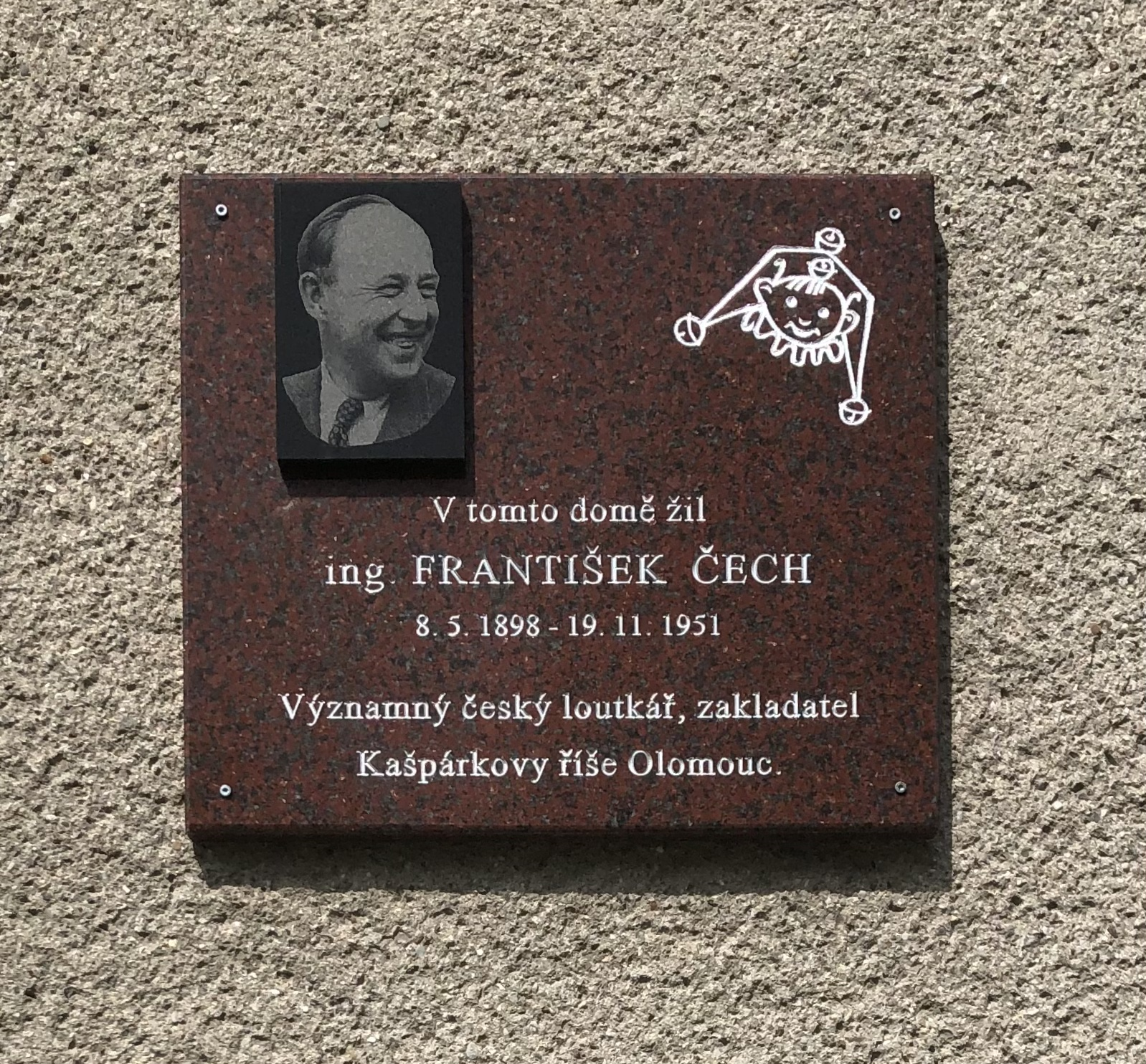
Pamětní deska Františka Čecha, zakladatele Kašpárkovy říše, na Mrštíkově náměstí v Olomouci

Zakladatelem Kašpárkovy říše je František Čech narozen 8. května 1898 v Olomouci-Hejčíně. Přestože studoval technicky zaměřený obor, vždy se zajímal o českou i zahraniční literaturu a dokonce pracoval jako divadelní kritik pro periodikum Pozor. Když mu bylo 22 let, založil Kašpárkovo divadlo a z vlastních nákladů zakoupil potřebné dekorace. František Čech fungoval jako dramaturg, režisér a loutkař, jeho činnost výrazně přispěla k rozvoji divadla. Zemřel 19. listopadu 1951 v Olomouci.

### František Štěrba
Další významnou osobností je František Štěrba. Narodil se 3. ledna 1894 a zemřel 3. 7. 1969 v Olomouci. Pracoval sice jako dřevomodelář v závodě na výrobu lehkých letadel, ale vždycky tíhl k divadlu. Dále byl aktivním členem olomoucké jednoty sokolské. V divadle pracoval jako výtvarník scény a tiskový mluvčí, později byl i režisérem a dokonce se stal i předsedou spolku. Během jeho působení se loutkařský spolek přestěhoval do šaten sokolského hřiště v Hejčíně a zároveň docházelo k největšímu rozkvětu divadla.

### Edmund Žižka
Edmund Žižka, narozen 16. listopadu 1880 v Novém městě u Olomouce, působil jako profesor na univerzitě. Jako jeden z prvních začal instituci divadla využívat jako vyučovací metodu pro studenty. Jeho žena vyráběla kostýmy a Edmund Žižka se jako jediný olomoucký loutkářský výtvarník zapsal do dějin československé loutkářské scénografie.

## Představení
Herecký soubor divadla se věnoval nejrůznějším tématům a zaměřoval se na všechny věkové kategorie. Prvním představením byl Goethův Faust, vystoupení, které bylo určeno dospělému publiku. Takové hry nebyly v Kašpárkově říši ničím neobvyklým. Scenáristé často vytvářeli různé adaptace klasických děl nebo se psaly hry, jejichž součástí byly politické aluze, například narážky na vzestup Adolfa Hitlera v Německu nebo současnou politickou situaci. Co se týče her pro děti, šlo většinou o představení pohádkového charakteru. V těchto hrách se většinou opakovaly jak témata, tak postavy. Hlavním charakterem byl Kašpárek, loutka, která se stala symbolem loutkářství a rovněž se objevuje i ve znaku Kašpárkovy říše. Kromě zřejmého záměru děti zabavit, měl spolek rovněž výchovnou funkci. Účelem bylo děti naučit morálním zásadám a křesťanským tradicím. Jedna britská organizace s názvem YMCA, young men’s christian organisation, v překladu křesťanské sdružení mladých lidí, dokonce využívala instituci divadla pro nábor do armády.

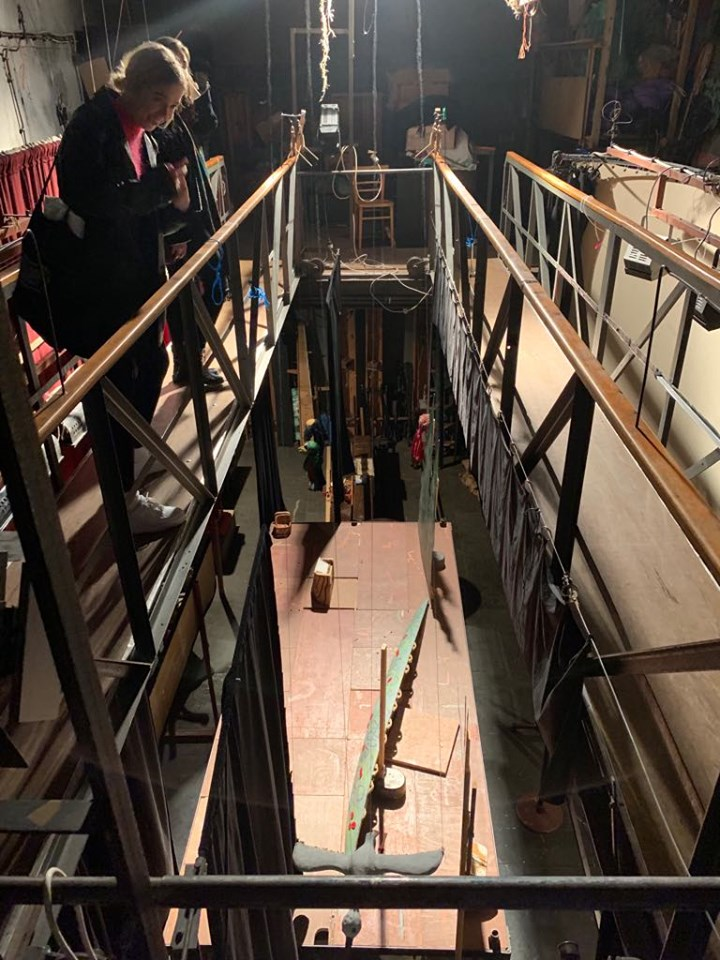
Zákulisí Kašpárkova divadla v Olomouci